# شهرستان اورنبورگسکی
شهرستان اورنبورگسکی (به لاتین: Orenburgsky District) یک شهرستان در روسیه است که در استان اورنبورگ واقع شده‌است.